# Crossley Motors

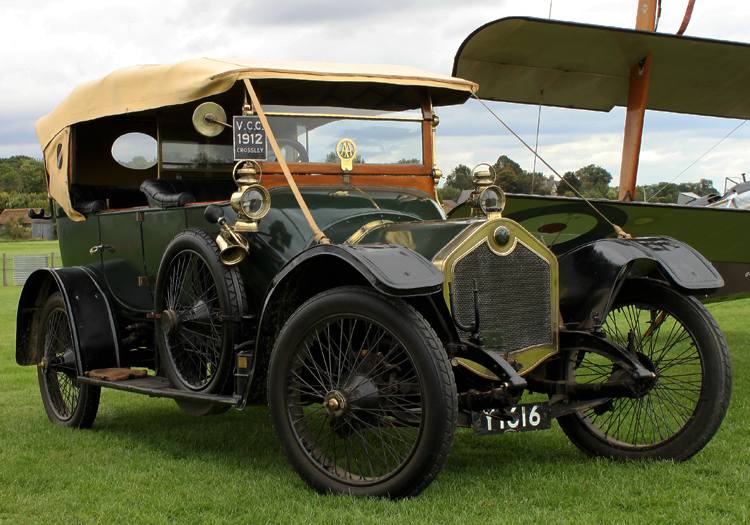
Crossley modelo 15 (1912)

Crossley Motors era un fabricante de vehículos de motor inglés con sede en Mánchester, Inglaterra. Produjo aproximadamente 19.000 coches de alta calidad desde 1904 hasta 1938, 5500 autobuses desde 1926 hasta 1958 y 21.000 vehículos militares y para transporte de mercancías de 1914 a 1945.
Crossley Brothers, originalmente fabricantes de maquinaria textil y plantas de procesamiento de caucho, comenzaron la producción bajo licencia del motor de combustión interna Otto antes de 1880. La empresa inició la construcción de automóviles en 1903, fabricando alrededor de 650 vehículos en su primer año.
La compañía se estableció inicialmente como una división de fabricación de motores de Crossley Brothers, pero a partir de 1910 se convirtió en una empresa independiente. Aunque se fundó como fabricante de automóviles, fueron importantes proveedores de vehículos para las Fuerzas Armadas Británicas durante la Primera Guerra Mundial, y en la década de 1920 se dedicaron a la fabricación de autobuses. Con el rearme en la década de 1930, la fabricación de automóviles se redujo y se detuvo por completo en 1936. Durante la Segunda Guerra Mundial, la producción se concentró nuevamente en los vehículos militares. La producción de autobuses se reanudó en 1945, pero no se fabricaron más automóviles. Los directores decidieron a finales de la década de 1940 que la empresa era demasiado pequeña para sobrevivir sola y acordaron que AEC se hiciera cargo de ella. La producción en las fábricas de Crossley cesó finalmente en 1958. 

## Historia

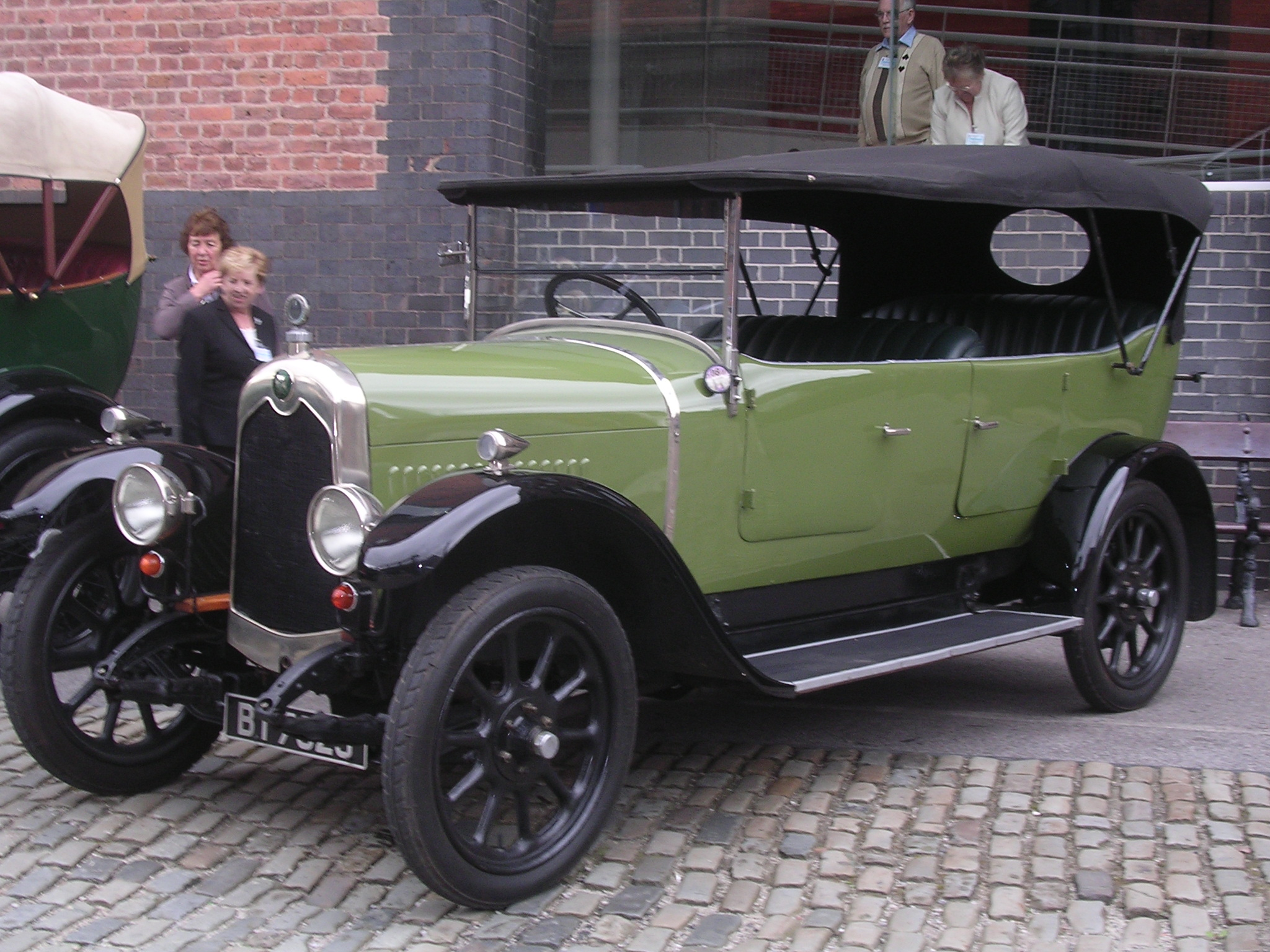
Crossley 14 hp

Crossley Motors Ltd se registró por primera vez el 11 de abril de 1906 (y se volvió a registrar con un número de empresa diferente en 1910) como la rama de fabricación de vehículos de Crossley Brothers. El primer automóvil fue construido en 1903 según un diseño de James S. Critchley, que había trabajado en Daimler, siendo exhibido en la Exposición de la Sociedad de Fabricantes de Motores en el Crystal Palace en febrero de 1904. La empresa matriz vio un futuro para estas nuevas máquinas, y decidió que se necesitaba una empresa separada. 
En 1920, Crossley Motors compró 34.283 (68,5%) de las 50.000 acciones emitidas de la cercana compañía aeronáutica Avro. Crossley se hizo cargo del negocio de fabricación de automóviles de Avro, pero Avro continuó sus operaciones de construcción de aviones de forma independiente. Crossley tuvo que vender sus acciones en Avro a Armstrong Siddeley en 1928 para pagar las pérdidas sufridas en la compañía Willys Overland Crossley. 
Después de la Segunda Guerra Mundial, los directores decidieron que la empresa no era lo suficientemente grande para prosperar en solitario y buscaron un socio, lo que resultó en una adquisición por parte de la Associated Equipment Company (AEC) en 1948. La empresa matriz de AEC cambió su nombre a Associated Commercial Vehicles y Crossley se convirtió en una división del nuevo grupo. La producción de la gama de vehículos Crossley continuó en la planta de Stockport hasta 1952. Después de esa fecha, se produjeron diseños de AEC y carrocerías de autobús con rediseño de marca, hasta que la fábrica se cerró en 1958 y se vendió en 1959.
Aunque ya no cotiza, la empresa nunca se cerró formalmente. En 1969, el nuevo propietario de AEC, British Leyland, reinició la empresa con un nuevo nombre, Leyland National, y se reanudó la producción de autobuses de un piso.

## Factorías

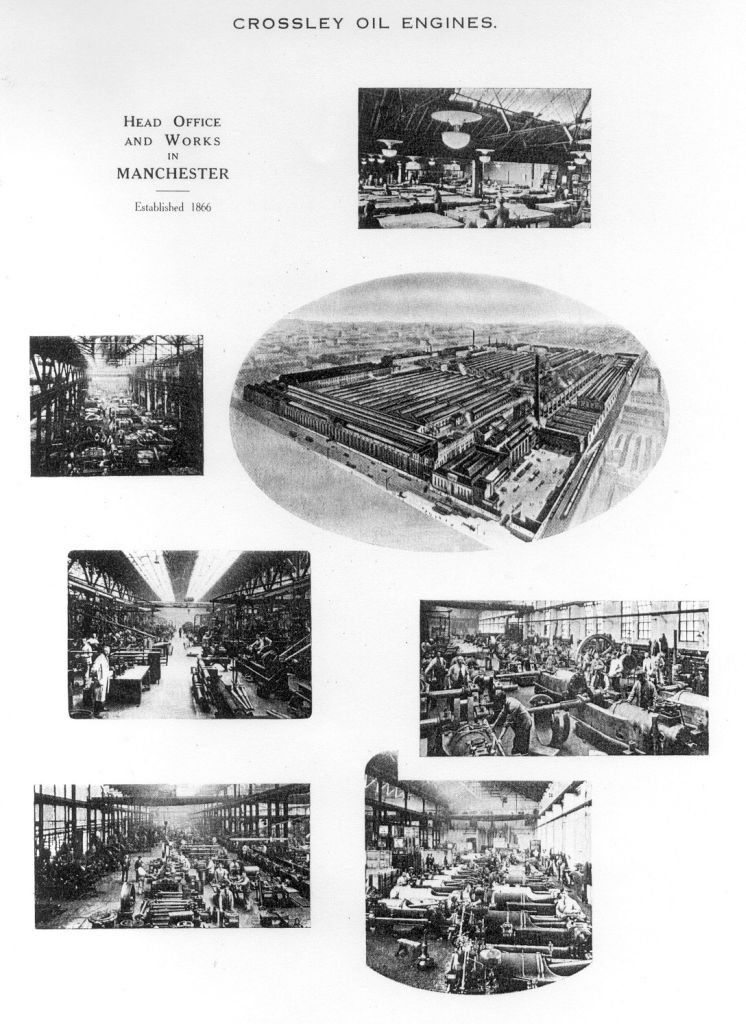
Factoría de Crossley en Mánchester

La producción se realizó originalmente en la fábrica de Crossley Brothers en Openshaw, Mánchester, pero en 1907 se trasladó a un sitio cercano en Napier Street, Gorton. Napier Street pasó a llamarse más adelante Crossley Street. 
Con el aumento constante de la producción de vehículos, pronto se alcanzaron los límites de la planta de Gorton, y en 1914 se adquirieron 48 acres (194.000   m²) en Heaton Chapel, Stockport, que se convirtió en Errwood Park Works. La construcción de la nueva fábrica comenzó en 1915 y, aunque se jnició con la intención de aliviar la congestión de la antigua factoría, se dedicó rápidamente a trabajos de guerra. La mitad occidental de la factoría, construida en 1917, pero solo administrada por Crossley Motors, se convirtió en la Fábrica Nacional de Aeronaves No. 2. En 1919, esta fábrica fue comprada al gobierno y se convirtió en la planta de Willys Overland Crossley, pero finalmente se vendió a Fairey Aviation en 1934. En 1938, el lado este se convirtió en otra fábrica de aviones, esta vez administrada por Fairey, y después de la Segunda Guerra Mundial, se convirtió en el hogar final de Crossley Motors. El trabajo de rearme provocó la búsqueda de más espacio y en 1938 se abrió una fábrica en Greencroft Mill, Hyde, a unas 3 millas (4,8 km) al este de Errwood Park.

## Vehículos

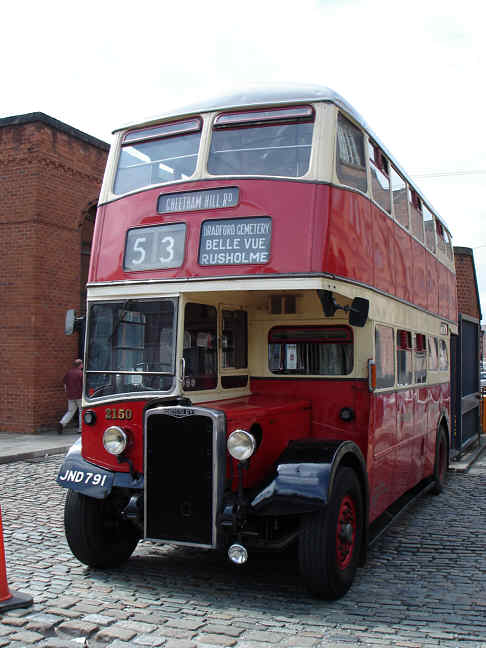
1949 Crossley DD42, ex Manchester City Transport

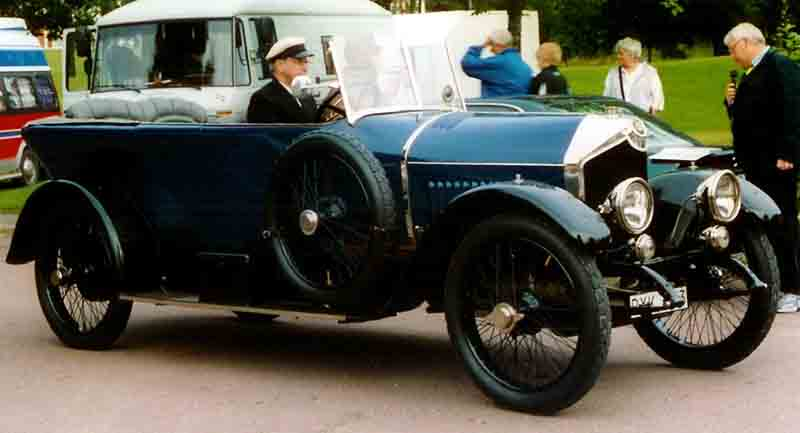
Crossley 9T 25/30 HP Phaeton (1920)

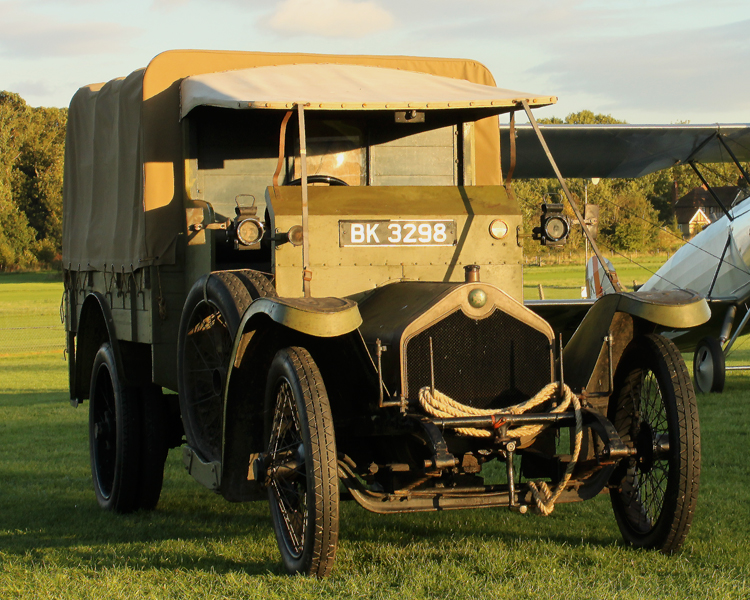
Crossley 20/25 Tender (1919)

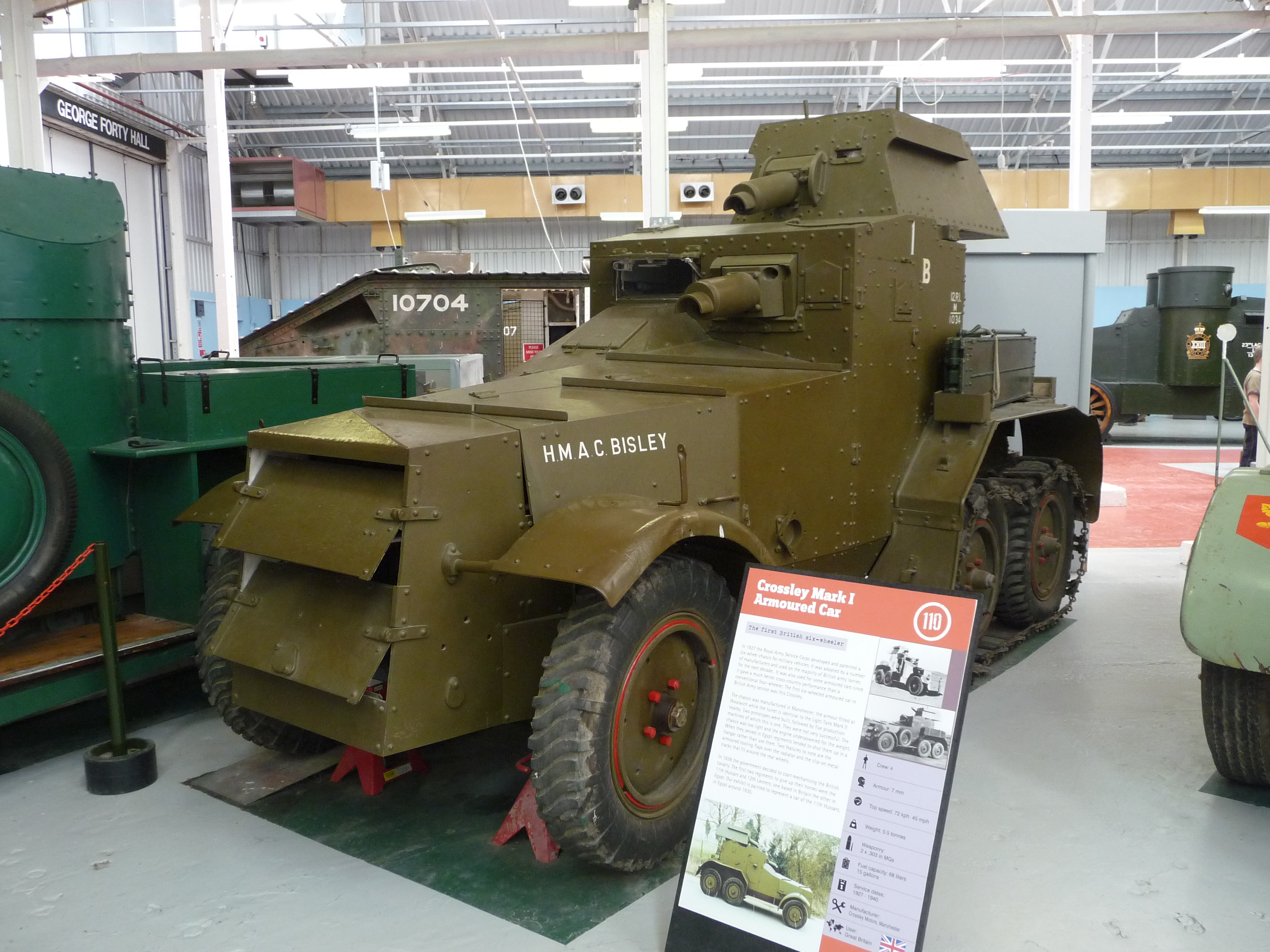
Coche blindado Mk.1, Museo de Tanques de Bovington

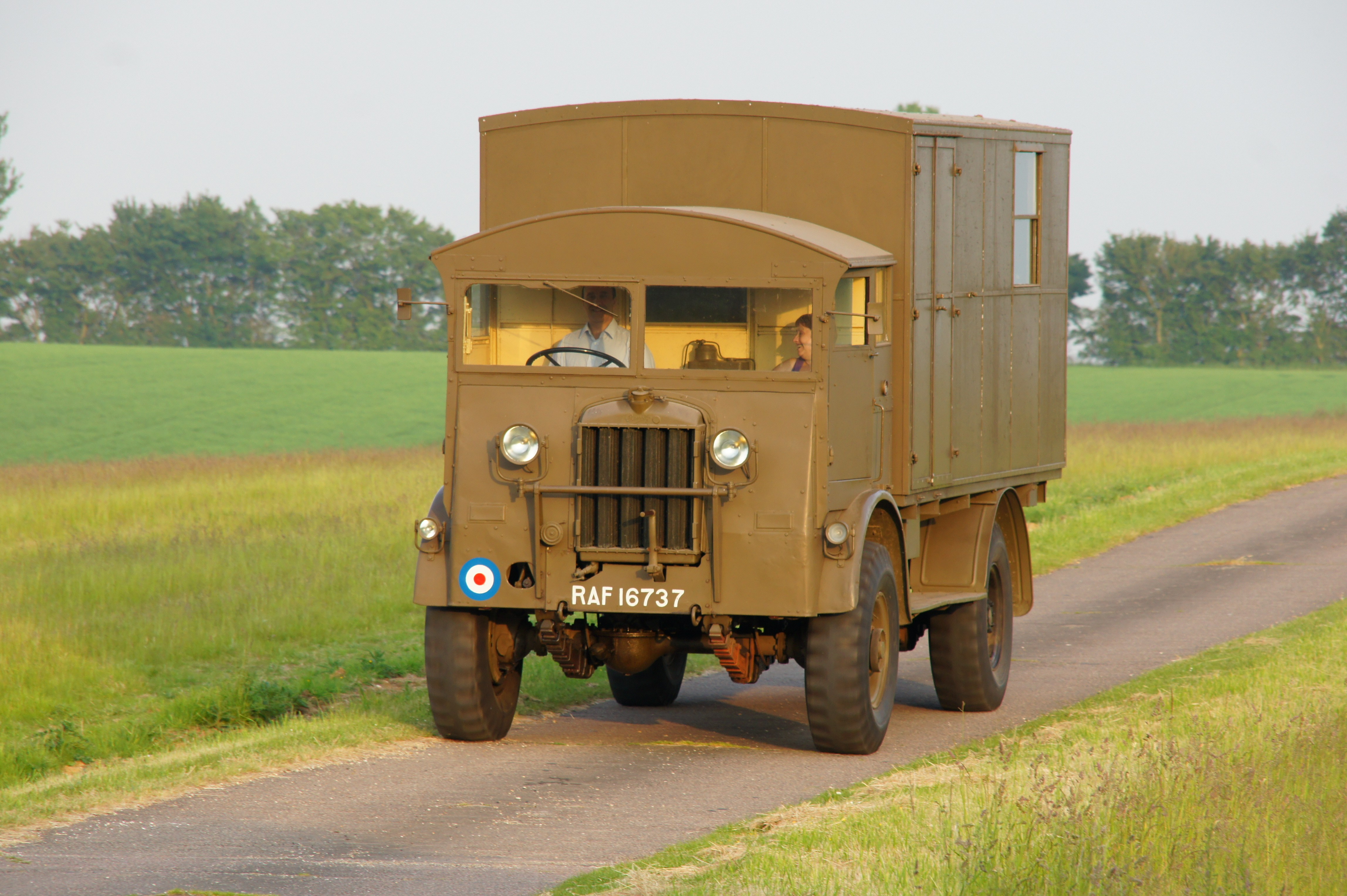
Crossley FWD 2

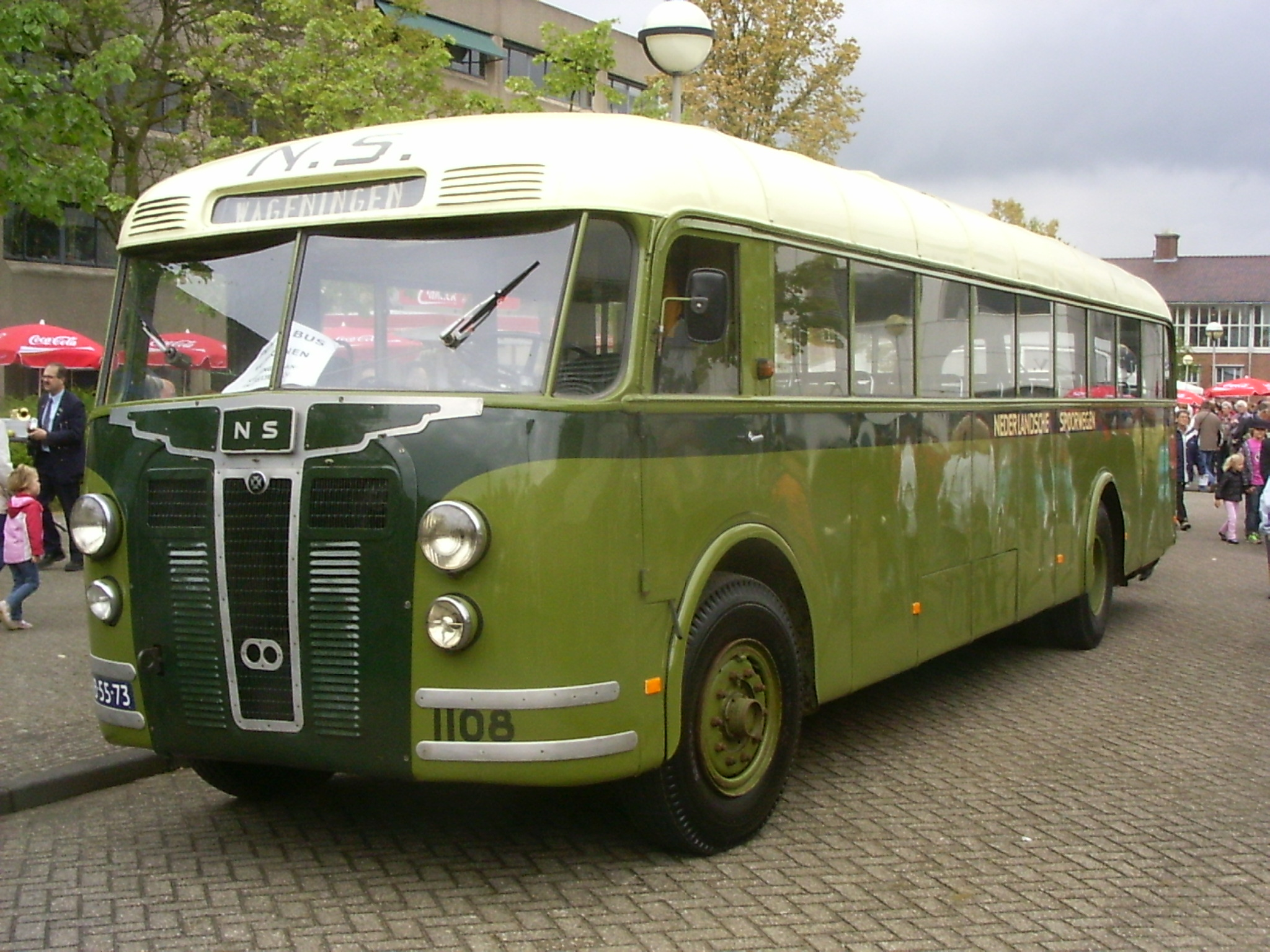
Autobús Crossley SD42/1 conservado con carrocería de aluminio Schelde, construido poco después de la Segunda Guerra Mundial para la red de transporte público holandés

La producción de los primeros automóviles fue a pequeña escala, pero a partir de 1909, cuando se introdujo una nueva gama, se desarrolló rápidamente. En ese año se introdujo el 20 hp (más tarde llamado 20/25), encargado por la Oficina de Guerra a partir de 1913 para el nuevo Royal Flying Corps (RFC). El estallido de la Primera Guerra Mundial se tradujo en una rápida expansión del RFC, y en 1918 tenían más de 6000 de estos vehículos para el transporte de personal, suministros (camionetas) y ambulancias. 
Los camiones de suministro Crossley 25/30 hp fueron utilizadas por el Ejército Británico en Irlanda desde 1919 hasta su retirada en 1922. El Ejército Irlandés continuó usándolos para el transporte de tropas durante el período de la Guerra Civil, pero trabajaron intensamente y debieron recibir poca atención: de 454 suministrados originalmente, solo 57 estaban en servicio en 1926 y 66 más se revisaron o repararon. El modelo 20/25 también fue el primer vehículo que se suministró al Escuadrón Volante de la Policía Metropolitana de Londres en 1920. Algunas de estas unidades estaban equipadas con equipos de radio.
La producción de automóviles se reanudó después de la Primera Guerra Mundial, y un nuevo modelo, el 19.6, se lanzó en 1921 y se unió en 1922 al más pequeño modelo de 2.4 litros y 14 hp que se convertiría en el más vendido de la compañía. El 19.6 fue reemplazado por el 2.7 litros 18/50 en 1925, equipado con el primer motor de seis cilindros de Crossley, ampliado en 1927 a 3.2 litros con el 20.9. Crossley fue la primera compañía de automóviles británica en ofrecer una radio de automóvil instalada de fábrica en 1933. Aunque los coches grandes seguirían estando disponibles, en 1931 se anunció una gama de modelos pequeños equipados con motores Coventry Climax, pero las ventas de los coches disminuyó lentamente y los últimos se fabricaron en 1937. 
A finales de la década de 1920, el mercado de los coches hechos a mano empezó a desaparecer y la empresa se trasladó al mercado de los autobuses, lanzando su primer modelo, el Eagle de un piso, en 1928. Aunque se instalaron algunas carrocerías de dos pisos en el Eagle, el Condor lanzado en 1930 fue el primer chasis diseñado para carrocerías de dos pisos. También se podía encargar con un motor diésel, fabricado inicialmente por Gardner, y se convirtió en el primer autobús británico de dos pisos que se ofreció con motor diésel. El autobús de preguerra más vendido fue el Mancunian, con primeras entregas en 1933. Estaba disponible en piso doble o sencillo. 
Además de automóviles y autobuses, la empresa también fabricaba transportes de mercancías y vehículos militares. Al principio, se trataba de adaptaciones de los modelos de automóvil, pero a partir del BGT1 en 1923 se produjeron diseños de chasis especializados. Dos camiones Crossley basados en el chasis de automóvil 25/30 fueron de 1924 a 1926 los primeros vehículos conducidos desde Ciudad del Cabo a El Cairo, hazaña protagonizada por la Expedición Court Treatt. Se anunció una gama de vehículos pesados de mercancías que comenzaron en 1931 con el Atlas de 12 toneladas de carga útil y motor diésel, pero solo se construyeron unas pocas unidades, ya que la fábrica se estaba preparando para concentrarse en la producción de autobuses y de pedidos militares. A partir de 1936, la producción militar se incrementó rápidamente con el rearme británico, al principio con modelos "IGL", pero a partir de 1940 con un chasis "FWD" con tracción a las cuatro ruedas tanto en forma de cabeza tractora como de camión. En 1945 se habían fabricado más de 10.000 FWD. 
Después de la Segunda Guerra Mundial hubo un auge en la industria de los autobuses debido a que las unidades perdidas durante la guerra debían ser reemplazadas. Crossley ganó lo que entonces era el mayor pedido de exportación británico de autobuses gracias a un contrato con el gobierno holandés. A finales de la década de 1940, los pedidos de autobuses estaban disminuyendo y quedó claro que la empresa era demasiado pequeña para continuar como fabricante independiente, por lo que en 1948 se vendió a AEC. El último chasis de Crossley se fabricó en 1952, pero la producción de carrocerías continuó en Erwood Park hasta 1958. 

## Coches producidos
- 22   CV 1904-1908
- 40   CV 1905-1910
- 15   CV 1909-1915
- Shelsley sports 1909-1915
- 20/25 1909-1919
- 25/30 1918-1925
- 19,6 hp 1921-1926
- 14 hp y 15/30 1922-1927
- Crossley-Bugatti 1923-1925
- 20/70 deportes 1922-1926
- 18/50 1925-1927
- 20,9   hp 1927-1931
- 15,7   hp 1928-1931
- Golden 1930-1935
- Silver 1930-1934
- Ten 1931-1934
- Streamline 1933
- Sports Saloon 1934-1937
- Regis 1934-1937

## Autobuses
- Eagle 1928-1930
- Hawk 1929
- Six/Alpha 1930-1931
- Condor 1930-1934
- Mancunian 1933-1940
- TDD4 ( trolebús ) 1935-1942
- TDD6 (trolebús) 1935-1942
- DD42 1942-1953
- SD42 1946-1952
- PT42 1946-1949
- TDD42 Empire (trolebús) 1948-1951
- TDD64 Dominion (trolebús) 1948-1951

## Vehículos militares

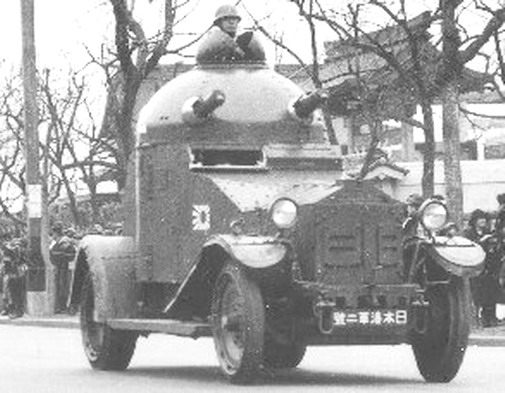
Fuerzas Navales Especiales japonesas con un vehículo blindado Vickers Crossley en Shanghái

- 20/25 1912-1920
- BGT 1923
- IGL 4 ruedas 1923-1926
- Crossley Kégresse 1925-1927
- IGL 6 ruedas 1927-1931
- BGV 1927-1929
- Coche blindado IGA 1928-1929
- FWD 1940-1945

## Vehículos comerciales
- Furgoneta 15cwt 1913
- Furgoneta 14 hp 1925
- 15cwt 1927
- Atlas 1931
- Beta 1933
- Delta 1931-1937